# Lasiocampa grandis
Lasiocampa grandis — вид ночных бабочек семейства Коконопряды.

## Описание

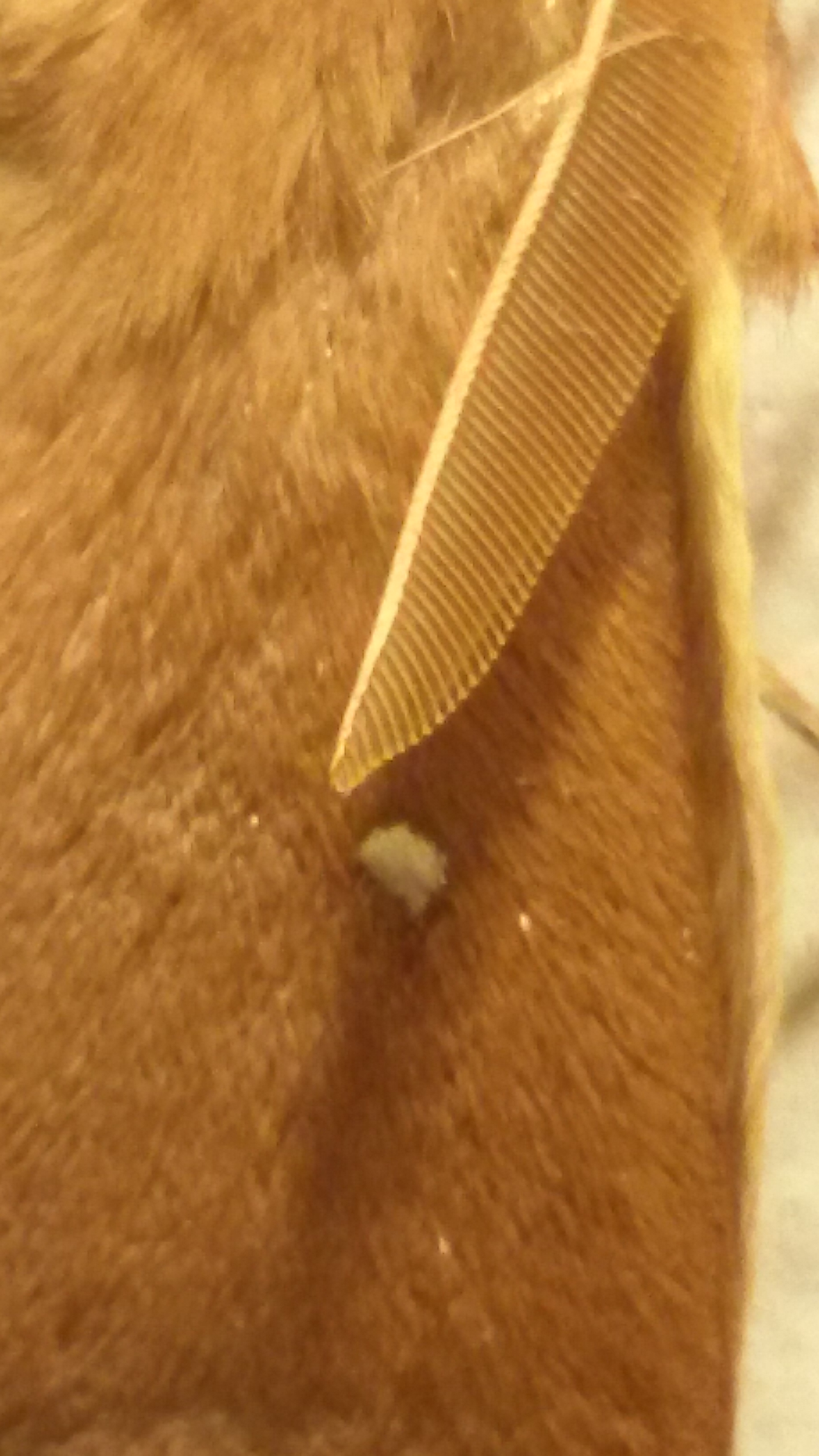
Белое пятно крупным планом

Размах крыльев самцов 50—70 мм, самок 65—75 мм. Крупная бабочка желтовато-коричневого цвета. У самцов край передних крыльев с тупым кончиком. На переднем крыле постмедиальная линия отчетливо видна, желтовато-белая и слабо извилистая; пятно белого цвета, окруженное коричневой полосой. Задние крылья самцов равномерно окрашены в красноватый цвет, их внутренний край желтоватый. Половой диморфизм развит слабо. Самки крупнее самцов, их окраска немного светлее, край переднего крыла острее.

## Ареал
Южная Европа от Балканского полуострова к Ираку, Израилю и Египту. Встречается локально.

## Биология
Время лёта с июля по сентябрь. Кормовые растения гусениц — дубы Quercus pubescens и Quercus macrolepis.